# Where or When
"Where or When" är en sång skriven av Richard Rodgers och med text av Lorenz Hart för Broadwaymusikalen Babes in Arms, från 1937. Den framfördes först av Ray Heatherton och Mitzi Green. Samma år spelade Hal Kemp in en känd version av sången. Den förekom också i filmen med samma titel två år senare. Då släppte Dion and the Belmonts också en framgångsrik nyinspelning av sången och hamnade på tredje plats på Billboard Hot 100 i januari 1960.
År 1963 släppte The Lettermen sin version som singel. Det blev en stor succé för dem på Billboard-listan.
Den spelades också in av Pasadena Roof Orchestra på deras CD Now and Then, från 2002.